# 磷酸氧钛钾
磷酸钛氧钾（KTiOPO4，KTP）晶体是众所周知的性能非常优秀的非线性光学晶体，美国杜邦公司（Dupont）科学家首先发现其非线性光学性质并将其应用。此后美国Airtron（后并入美国军工集团Northrop Grumman公司）、贝尔实验室、中国科学院物理所、桂林矿产地质研究院（桂林百锐光电技术有限公司）、美国Advanced Photonic Crystals公司的科学家也生长出了大尺寸的水热KTP晶体。
普通助熔剂法（熔盐法）KTP始终存在着挥之不去的“灰迹”和电导率高等问题。与普通KTP晶体相比，水热法KTP晶体因为是在封闭的体系中生长，避免了外界杂质的影响，晶体中过渡元素如Fe、Cr、Ni、Mn、W、Al等的含量均低于6ppm，故晶体具有吸收率低，抗灰迹性能强的特点。其弱吸收率为：＜1000ppm/cm @ 532mm ，＜150ppm/cm @1064mm，优于助溶剂法KTP。因此具有高抗灰迹的性能。可用于高功率的激光。
另外，水热法KTP晶体呈现单畴性、光学均匀性△n＜1×10-5、电导率为10-10/Ω·cm量级，比普通助熔剂法KTP低3个量级，非常适合于激光电光调Q开关和PPKTP器件，有关这方面的研究工作正在进行中，并已取得进展。